# Ewa Nekanda-Trepka
Ewa Karolina Nekanda-Trepka (ur. 24 października 1951 w Jeleniej Górze) – polska architekt i muzealnik, w latach 2012–2020 dyrektor Muzeum Warszawy.

## Życiorys
W 1982 ukończyła studia w Instytucie Architektury Politechniki Białostockiej. W latach 1992–2001 pracowała w Ośrodku Dokumentacji Zabytków w Warszawie. W 2001 była organizatorem Biura Stołecznego Konserwatora Zabytków Urzędu m.st. Warszawy, w którym w latach 2001–2012 pełniła funkcję stołecznej konserwator zabytków. W 2012 została dyrektorem (bez konkursu) Muzeum Historycznego m.st. Warszawy (od 2014 Muzeum Warszawy). Pełniła swoją funkcję do 31 grudnia 2020.

## Odznaczenia i wyróżnienia
- Brązowy Medal „Zasłużony Kulturze Gloria Artis”[4] (2011)
- Nagroda Jože Plečnika (2022)[5]